# Multidentia castanea
Multidentia castanea är en måreväxtart som först beskrevs av Robyns, och fick sitt nu gällande namn av Diane Mary Bridson och Bernard Verdcourt. Multidentia castanea ingår i släktet Multidentia och familjen måreväxter. Inga underarter finns listade i Catalogue of Life.